# 商務廣場
商務廣場（Commerce Court）是加拿大多倫多的辦公大樓建築群，由四棟大樓組成：
- 北塔高145公尺，34層樓[1]，於1931年完工；
- 東塔高56公尺，14層樓[2]，於1972年完工；
- 西塔高239公尺，57層樓[3]，於1972年完工，曾經是加拿大第一高樓；
- 南塔高22公尺，5層樓，於1972年完工。

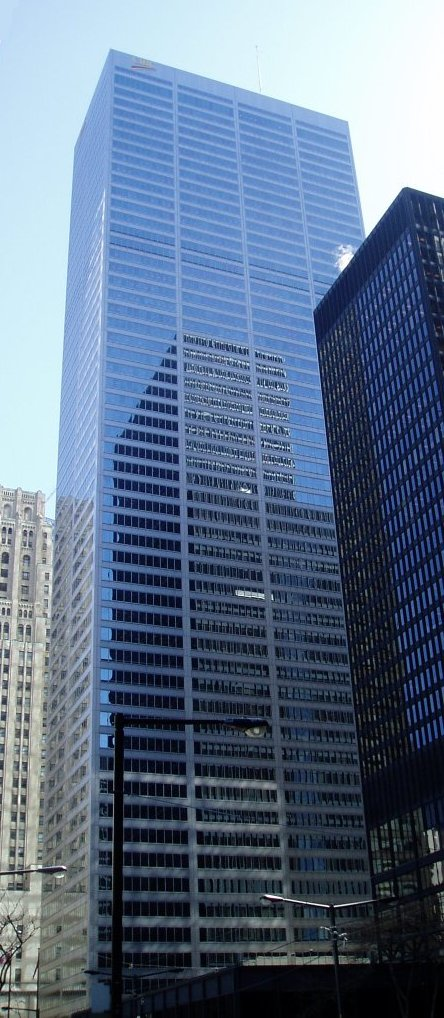
商務廣場西塔